# Harald Zielske
Harald Zielske (* 3. April 1936 in Leipzig; † 13. Juli 2014 in Berlin) war ein deutscher Theaterwissenschaftler und Hochschullehrer.

## Leben
Harald Zielske erlangte die Hochschulreife 1956 am Gymnasium Corvinianum in Northeim. Er studierte ab dem Sommersemester 1956 Theaterwissenschaft, Kunstgeschichte und Germanistik, zunächst in Göttingen, im Sommersemester 1958 in Köln, ab dem Wintersemester 1958/59 an der Freien Universität Berlin. Zu seinen Hochschullehrern gehörten Hans Tintelnot, Heinz Rudolf Rosemann, Carl Niessen, Wolfgang Binder, Wilhelm Emrich, Hans Knudsen und Hans Kauffmann. Ab Mai 1962 war er als wissenschaftlicher Hilfsassistent im Fach Theaterwissenschaften an der FU Berlin beschäftigt. Harald Zielske schloss sein Studium 1965 ab und wurde im selben Jahr an der FU Berlin bei Wolfgang Baumgart mit der Arbeit Handlungsort und Bühnenbild im 17. Jahrhundert. Untersuchungen zur Raumdarstellung im europäischen Barocktheater zum Dr. phil. promoviert. 1971 wurde er an dieser Universität Professor am Institut für Theaterwissenschaften. Im Jahr 1982 wurde Zielske Präsident der Societé International Bibliothèques / Musées des Arts du Spectacle (SIBMANS). Mit Ablauf des Sommersemesters 2001 wurde er emeritiert. Von 1978 bis 1997 war er 1. Schriftführer, ab 1998 Ehrenmitglied der Gesellschaft für Theatergeschichte, Berlin.

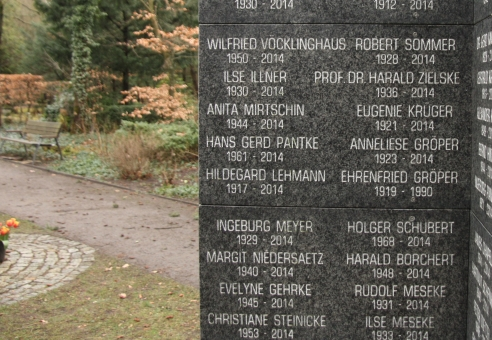
Grabtafel beim Grab von Harald Zielske auf dem Südwestkirchhof Stahnsdorf

Harald Zielske war evangelisch und ab 1973 mit der Medizinerin Christiane Zielske-Saalfeld, geborene Saalfeld, verheiratet. Sein Grab befindet sich auf dem Südwestkirchhof Stahnsdorf.

## Veröffentlichungen
- Handlungsort und Bühnenbild im 17. Jahrhundert. Untersuchungen zur Raumdarstellung im europäischen Barocktheater (Dissertation). Berlin 1965.
- Deutsche Theaterbauten bis zum Zweiten Weltkrieg. Typologisch-historische Dokumentation einer Baugattung (= Schriften der Gesellschaft für Theatergeschichte. Band 65). Berlin 1971.
- Mit Herbert A. Frenzel und Rolf Badenhausen (Hrsg.): Bühnenformen, Bühnenräume, Bühnendekorationen. Schmidt, Berlin 1974, ISBN 3-503-00783-0.
- Alessandro Galli-Bibiena (1686–1748). Inventore delle Scene und Premier Architecteur am kurpfälzischen Hof in Mannheim. Ein Beitrag zur Bibiena-Forschung (Bearbeiter). Schriften der Gesellschaft für Theatergeschichte. Band 69. Berlin 1991, ISBN 978-3-924955-11-3.